# Martin Droeswoode

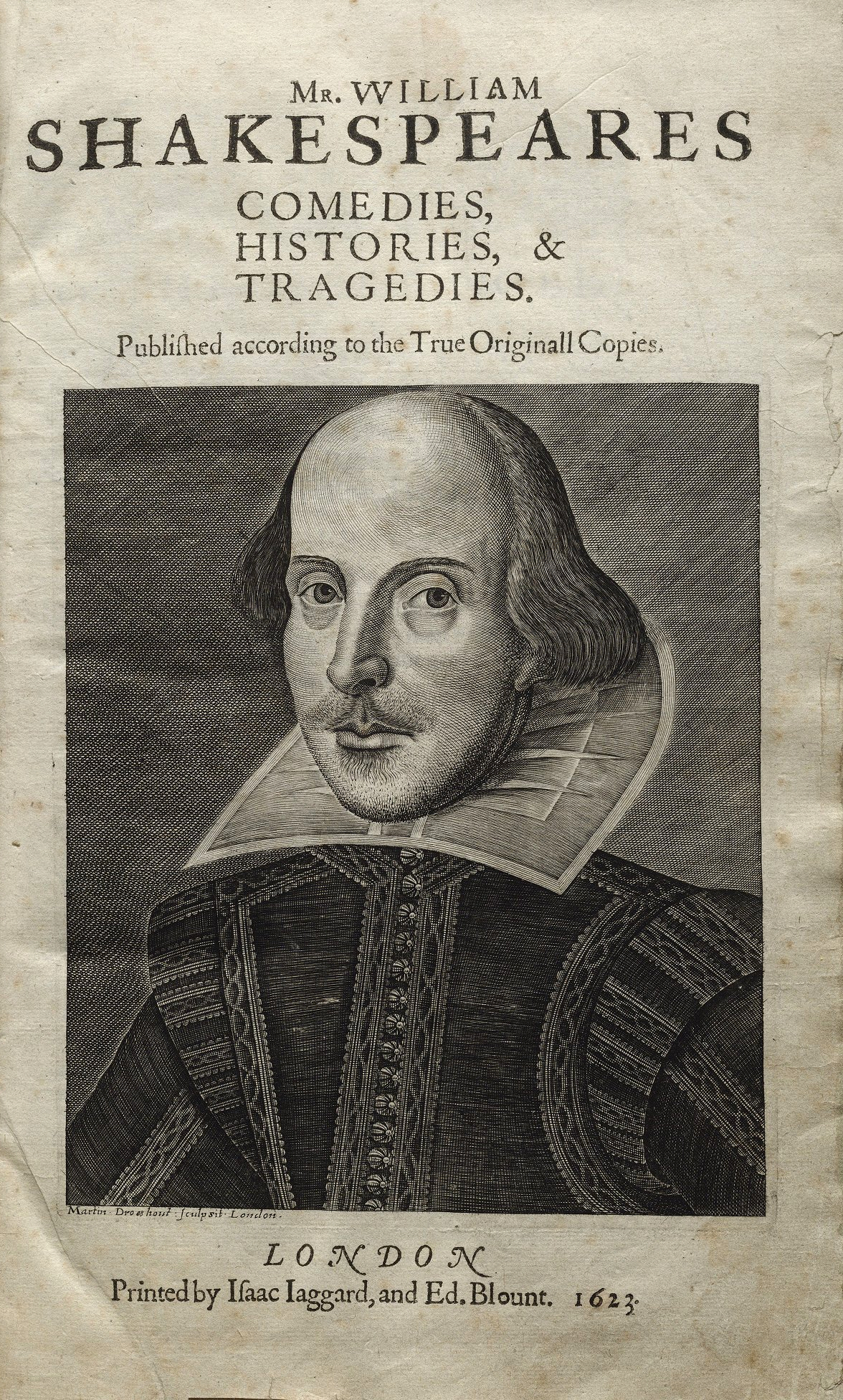
Portada de Mr. William Shakespeares comedies, histories & tragedies, Londres, 1623; firmado «Martin Droeshout sculpsit London.»

Martin Droeshout o Martin Droeswoode (1601-después de 1640) fue un grabador británico emigrado a Madrid, donde se le encuentra activo entre 1635 y 1640-1644. Es conocido principalmente por el retrato de William Shakespeare publicado con la primera edición de sus obras completas en el llamado First Folio, editado en Londres en 1623.

## Biografía
Miembro de una familia de grabadores flamencos —sus abuelos se trasladaron de Bruselas a Londres hacia 1570— fue el segundo hijo de Michael Droeshout, grabador en cobre, y de su segunda esposa, Dominick Verricke. Recibió el bautismo el 26 de abril de 1601 en la Iglesia reformada neerlandesa de Austin Friars en Londres. El hermano mayor, John, también sería destacado grabador, lo mismo que un tío de su mismo nombre, conocido como Martin Droeshout el Viejo. No se tienen otras noticias documentales de él. La primera estampa que se le atribuye, de hacia 1621, es el Retrato de William Fairfax, de atribución discutida pues aparece firmado con solo las iniciales, que podrían corresponder también al padre. En 1623 recibió el más importante encargo de su carrera, a una edad sorprendentemente temprana: el retrato de Shakespeare para el First Folio, el único firmado con su nombre completo, para el que debió de tomar como modelo algún dibujo perdido, pues todos los óleos conservados son posteriores a la estampa y copias de ella. El mismo año grabó La guerra espiritual sobre una invención del impresor Richard Cotes con un extenso texto en hoja suelta, de la que solo se conserva un ejemplar en la Biblioteca de la Universidad de Alberta perteneciente a una edición tardía.
Hasta 1632 al menos permaneció en Londres donde firmó, entre otras, una serie de doce estampas dedicadas a las sibilas como profetisas de la Redención, copias invertidas de Crispijn van de Passe, y los retratos de George Villiers, favorito de Jacobo I de Inglaterra, Mountjoy Blount, primer conde de Newport, John Foxe, John Howson, obispo de Durham, y Thomas Coventry, primer barón de Coventry. Además, se encargó del retrato póstumo de John Donne con la mortaja que vistió y con la que se hizo retratar poco antes de morir, grabado que sirvió de portada a la edición de su último sermón, Death’s Duell. También abrió a buril nueve episodios de las aventuras de John Smith en tierras de turcos y tártaros, según el fabulado relato del propio aventurero, y proporcionó las portadas calcográficas de la segunda edición de la Mikrokosmographia, tratado anatómico y quirúrgico del médico Helkiah Crooke (1631), los Essayes Morall, Theologicall de Daniel Tuvill, la biografía de la reina Isabel I de Inglaterra, Englands Elizabeth, escrita por Thomas Heywood (1631), con el retrato en pie de la reina coronada por angelotes, y la tercera edición de los Ensayos de Michel de Montaigne en la traducción al inglés de John Florio, con sobrio frontispicio arquitectónico.
En algún momento entre 1632 y 1635 se trasladó a Madrid donde britanizó su apellido (hout neerlandés equivale al inglés wood). En 1635 firmó «MRtin DRoswood sculpsit» el retrato de medio cuerpo de Juan de Ávila publicado con la biografía que le dedicó Luis Muñoz, Vida y virtudes del venerable varón el P. Maestro Iuan de Ávila, y ese mismo año grabó el escudo de armas del conde duque de Olivares publicado como frontispicio del Tractatus absolutissimus de triplis, seu eorum poena de Antonio Cabreros Avendaño, que firmó «MARtin Droeswood sculpsit». Christian Schukman, que estableció la identidad de Martin Droeshout y Martin Droeswoode al comparar sus firmas en el First Folio y en grabados españoles que, como el retrato de Francisco de la Peña, aparecen firmados inequívocamente en Madrid, pensó que el traslado pudiera explicarse por la conversión al catolicismo del autor, que en la corte de Felipe IV iba a proporcionar, entre otras, la portada calcográfica del Novissimus librorum prohibitorum et expurgandorum index (Madrid, 1640), con una alegoría del Tribunal del Santo Oficio de la Inquisición.
Para los libreros de Madrid y sus alrededores proporcionó, entre otras portadas calcográficas y retratos, la portada con el escudo heráldico de Juan Ruiz de Laguna para los comentarios a la Física de Aristóteles de fray Crisóstomo Cabero, editados en Alcalá de Henares por Antonio Vázquez (1636), el frontispicio de la Primera parte de la Coronica General del Orden de la Santíssima Trinidad Redención de Cautivos de Pedro López de Altuna, con el retrato de fray Simón de Rojas en páginas interiores, obra publicada en Segovia por Diego Díez Escalante (1637), y el retrato de Juan Pérez de Montalbán para las Lágrimas panegíricas a la temprana muerte del gran poeta i teólogo insigne Doctor Juan Pérez de Montalbán de Pedro Grande de Tena, obra impresa en Madrid el año 1639, en la Imprenta Real, de la que salió también con frontispicio de Droeswoode la Segunda parte de las excelencias de Dios, su Madre y sus santos de fray Pedro de Tevar Aldana. Suyos son también el frontispicio arquitectónico con las armas de Bartolomé Spínola para la Segunda parte de los Avissos del Parnaso de Trajano Bocalini, caballero romano, traducidos por Fernando Pérez de Sousa, o la portada de iguales características de la Nenia en el fallecimiento del excelentísimo señor don José López Pacheco, de Manuel de Faria y Sousa, Madrid, 1644, última fecha conocida aunque aparentemente se trata de una reutilización muy simplificada de la portada proporcionada por Droeswoode para la Política militar en avisos generales de Francisco Manuel de Melo, editada en Madrid por Francisco Martínez en 1638.